# Coupe Memorial 1975
Navigation
Édition précédente Édition suivante
L'édition 1975 de la Coupe Memorial est présentée du 3 au 11 mai 1975 à Kitchener en Ontario. Gérée par l'Association canadienne de hockey amateur, elle regroupe les meilleures équipes de niveau junior à travers les ligues basée au Canada.

## Équipes participantes
- Les Castors de Sherbrooke représentent la Ligue de hockey junior majeur du Québec.
- Les Marlboros de Toronto représentent la Ligue de hockey junior majeur de l'Ontario.
- Les Bruins de New Westminster représentent la Ligue de hockey de l'ouest du Canada.

## Classement de la ronde préliminaire
| Équipe                    | PJ | V | D | BP | BC | Pts |
| ------------------------- | -- | - | - | -- | -- | --- |
| Bruins de New Westminster | 2  | 2 | 0 | 13 | 7  | 4   |
| Marlboros de Toronto      | 2  | 1 | 1 | 9  | 10 | 2   |
| Castors de Sherbrooke     | 2  | 0 | 2 | 9  | 14 | 0   |

## Résultats

### Résultats du tournoi à la ronde
| Date       | Vainqueur                 | Résultat | Perdant               | Lieu                                  |
| ---------- | ------------------------- | -------- | --------------------- | ------------------------------------- |
| 3 mai 1975 | Marlboros de Toronto      | 7-4      | Castors de Sherbrooke | Kitchener Memorial Auditorium Complex |
| 5 mai 1975 | Bruins de New Westminster | 7-5      | Castors de Sherbrooke | Kitchener Memorial Auditorium Complex |
| 7 mai 1975 | Bruins de New Westminster | 6-2      | Marlboros de Toronto  | Kitchener Memorial Auditorium Complex |

### Ronde finale
| Date       | Vainqueur            | Résultat | Perdant               | Lieu                                  |
| ---------- | -------------------- | -------- | --------------------- | ------------------------------------- |
| 9 mai 1975 | Marlboros de Toronto | 10-4     | Castors de Sherbrooke | Kitchener Memorial Auditorium Complex |

| Date        | Vainqueur            | Résultat | Perdant                   | Lieu                                  |
| ----------- | -------------------- | -------- | ------------------------- | ------------------------------------- |
| 11 mai 1975 | Marlboros de Toronto | 7-3      | Bruins de New Westminster | Kitchener Memorial Auditorium Complex |

## Effectifs
Voici la liste des joueurs des Marlboros de Toronto, équipe championne du tournoi 1975 :
- Entraîneur : George Armstrong
- Gardiens : Steve Bosco et Gary Carr.
- Défenseurs :  Al Cameron, Steve Harrison, Trevor Johansen, Jim Kirkpatrick, Mike Kitchen, Mike McEwen, Ed Saffrey,
- Attaquants : John Anderson, Bruce Boudreau, Craig Crawford, Brian Crichton, Bernie Johnston, Lynn Jorgenson, Mike Kaszycki, Mark Murphy, Mark Napier, John Smrke, Bill Wells, Ron Wilson

## Honneurs individuels
- Trophée Stafford-Smythe (MVP) : Barry Smith (Bruins de New Westminster)
- Trophée George-Parsons (meilleur esprit sportif) : John Smrke (Marlboros de Toronto)
- Trophée Hap-Emms (meilleur gardien) : Gary Carr (Marlboros de Toronto)

Équipe d'étoiles :
- Gardien : Gary Carr (Marlboros de Toronto)
- Défense : Mike Kitchen (Marlboros de Toronto); Brad Maxwell (Bruins de New Westminster)
- Centre : Barry Smith (Bruins de New Westminster)
- Ailier gauche : Claude Larose (Castors de Sherbrooke)
- Ailier droit : John Anderson (Marlboros de Toronto)